# Casa Fuertes (la Pobla de Segur)
La Casa Fuertes és una obra barroca de la Pobla de Segur (Pallars Jussà) inclosa a l'Inventari del Patrimoni Arquitectònic de Catalunya.

## Descripció
Antic edifici entre mitgeres, enlairat a dalt d'un turó del nucli antic, amb façanes a sobre de la ribera del Flamicell i al carrer Major. Té cellers, tres plantes d'alçada i golfes. La façana posterior comunica amb l'edifici annex, formant dues galeries amb voladís de la coberta. La façana principal definida per un eix central, té un portal amb una llinda i un gran bloc de pedra, balcó central i una antiga finestra amb gelosia de fusta. A l'interior hi havia un antic molí d'oli.

## Història
És una de les quatre cases primeres cases del vell assentament de la Pobla de Segur, després del desplaçament del nucli del Pui Vell.
A la llinda del portal hi ha la data i la inscripció de l'antiga Casa Jordana.